# Michael Moore
Michael Francis Moore (Flint, Míchigan; 23 de abril de 1954) es un cineasta, documentalista y escritor estadounidense, conocido por su postura socialista y su visión crítica hacia la globalización, las grandes corporaciones, la violencia armada, la invasión de Irak y de otros países y las políticas del gobierno de George W. Bush y sus antecesores así como también sus sucesores.

## Biografía

### Infancia y juventud
Moore nació en Flint, Míchigan, hijo de Veronica Moore, una secretaria, y Frank Moore, trabajador de una línea de ensamblaje de automóviles. Creció en el suburbio de Davison. Durante su infancia, ganó en un torneo de la Asociación Nacional del Rifle. Cuando ya era adulto, se convirtió en un miembro vitalicio de esta organización. Como declara él mismo, se convirtió en miembro vitalicio con el fin de destituir por voto al presidente de la Asociación Nacional del Rifle, con el apoyo de muchos nuevos miembros con la misma opinión que él (es decir en contra de las armas), quienes esperaba convencer a ingresar. Sin embargo, no llevó a la práctica ese plan. Durante su infancia, la ciudad de Flint era una de las muchas fábricas de General Motors, donde sus padres y abuelos trabajaron. Su tío fue uno de los fundadores del sindicato de trabajadores United Automobile Workers y participó en la huelga conocida como "Flint Sit-Down Strike". Moore ha descrito a sus padres como "demócratas católicos irlandeses, básicamente buenas personas liberales."
Moore fue educado en la religión católica y asistió a la escuela primaria St. John's Elementary School, y a los catorce años estuvo en un seminario diocesano. Realizó sus estudios secundarios en Davison High School, donde fue activo tanto en las obras de teatro como en los concursos de debates, graduándose en 1972.

### Carrera cinematográfica

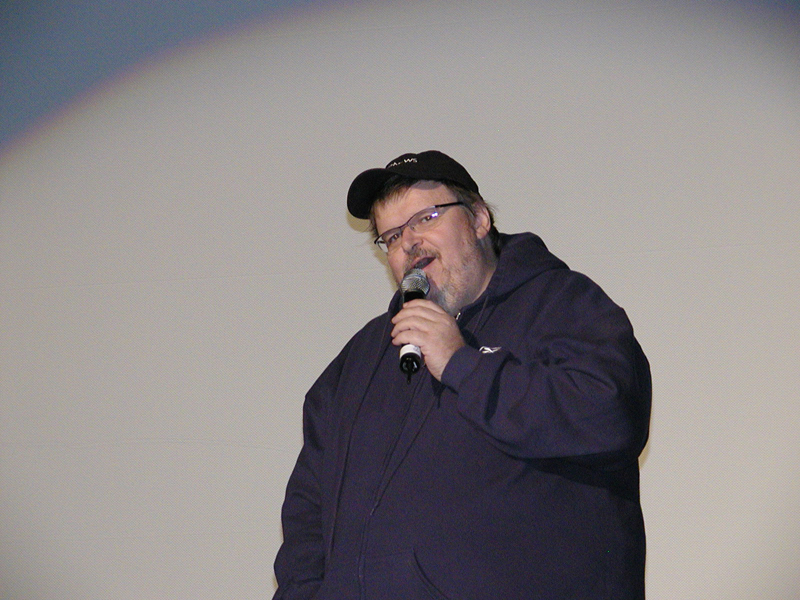
Michael Moore en 2005.

Michael Moore alcanzó la fama con su película Roger & Me (Roger y yo), un documental sobre lo ocurrido en su pueblo natal (Flint, Míchigan) después de que la empresa General Motors cerrara sus fábricas para abrir nuevas en México, con el fin de abaratar costes de empleo.
En 1999, Moore ganó el premio Hugh M. Hefner al arte y el entretenimiento por su programa televisivo The Awful Truth ('la horrible verdad').
Su documental Bowling for Columbine (Masacre en Columbine, colegio de Colorado donde dos alumnos mataron a tiros a doce compañeros de escuela y un profesor), estrenado en el año 2002, presentó un análisis de la cultura armamentista estadounidense. La película ganó especial atención en el Festival de Cine de Cannes (en Francia), y ganó el premio César a la mejor película extranjera. Ganó también el premio Óscar a mejor documental en el año 2003. Al aceptar el Óscar, generó una gran polémica en Hollywood ya que fue el único ganador que aprovechó la oportunidad para denunciar públicamente al presidente George W. Bush por llevar a su país a "una guerra ficticia" según palabras del propio Moore refiriéndose a la invasión de Irak de 2003, lo que provocó una reacción mezclada en los presentes. Gracias a las duras críticas contra su discurso, la venta de sus libros y las entradas para ver su película aumentaron considerablemente.
En su documental Fahrenheit 9/11 el cineasta habla de los vínculos económicos de décadas entre la familia del presidente Bush, la familia real saudí y la familia Bin Laden, motivaciones financieras "ocultas" de la invasión de Irak de 2003 y la ausencia de sentido crítico del ciudadano estadounidense promedio. El filme tuvo un éxito sin precedentes en el género documental, con una recaudación de 120 millones de dólares, se convirtió en el documental más taquillero de todos los tiempos. Todo ello a pesar de los problemas que tuvo para ser distribuida después de que The Walt Disney Company, propietaria de la distribuidora Miramax, se negara a distribuir la cinta. Sin embargo, tras obtener la Palma de Oro en el Festival de Cannes 2004, y gracias a la polémica en los medios estadounidenses (se habló incluso de la escandalosa idea de prohibir su distribución en EE. UU.), la película fue distribuida por tres pequeñas productoras, justamente en la fecha deseada por Moore: el 4 de julio, día de la independencia de Estados Unidos. Se creía que podía ser importante su impacto en las elecciones presidenciales estadounidenses de ese mismo año. No obstante, su influencia quedó puesta en cuestión cuando los estadounidenses reeligieron a George W. Bush.
El 29 de junio de 2007 se produjo el estreno de su esperado documental Sicko. En el Festival Internacional de Cine de Toronto presentó fragmentos de su nuevo trabajo, una crítica al sistema de salud en Estados Unidos. El filme es un agudo retrato del sistema de salud estadounidense, una crítica a la industria farmacéutica y las compañías aseguradoras, y un retrato de las necesidades que atraviesa la mayoría de los pacientes en Estados Unidos, todo esto haciendo comparativas con otros países, incluidos Canadá, Reino Unido, Francia y Cuba.
En 2009 se estrena el documental Capitalismo: Una historia de amor, donde se abarca el tema del "enfermo amor por el capitalismo" así como también factores determinantes que posicionaban al entonces Candidato Barack Obama como un socialista.
En 2015, estrenó el documental ¿Qué invadimos ahora?, en el que Michael Moore viaja a distintos países para "invadirlos" y llevarse no los recursos sino las ideas que hicieron a dichos países, lugares ideales para vivir a comparación del aparente sueño americano ya derruido por el interés creado.
En 2016 se estrenó el Documental/show Michael Moore In Trumpland donde se ahonda la división profunda que mantiene el racismo activo en los Estados Unidos y que llegó a evidenciar el factor dominante que permitió la victoria en las próximas elecciones que ocurrieron
En 2018 se estrena el documental Fahrenheit 11/9 aproximadamente 2 años después del triunfo de Donald Trump, y su presidencia en curso al momento, en sí siendo una documentación y recapitulación de por qué llegó a la presidencia y cómo podrían "deshacerse de él y sus errores" terminó siendo un éxito que evidenció muchas de los fallos y vicios ocultos del presidente en funciones.

## Críticas
En 2004 se publicó un libro criticando a Moore titulado Michael Moore is a Big Fat Stupid White Man ('Michael Moore es un hombre blanco gordo y estúpido') y en el mismo año una película llamada Michael Moore Hates America ('Michael Moore odia a América (Estados Unidos)'). 
Con el objetivo de contestar dichas acusaciones, Michael Moore ha publicado en su sitio web un análisis detallado de los datos presentados en Fahrenheit 9/11, incluyendo respaldo documental y periodístico de sus afirmaciones.
En 2008 se estrenó la película An American Carol, dirigida por David Zucker y con la participación de Leslie Nielsen y Kelsey Grammer, en la que parodiaban a Michael Moore bajo el personaje de Michael Malone en una versión de Cuento de navidad. En ella, Michael Malone, un director que odia a los EE. UU., se vuelve patriota tras aparecérsele George Patton, John F. Kennedy y George Washington. Por ello la película ha sido criticada por ser más un ataque personal hacia Moore que una crítica de su cine. Una vez, al presentarse al presidente George W. Bush a la salida de un evento, este le dijo: "Consigue un empleo de verdad", a lo que Moore replicó realizando una llamada a su padre diciendo "Papá, ¿tienes algún pozo petrolero que me regales?", lo cual ironizaba con la soberbia situación de G.W. Bush.[cita requerida]

## Obras

### Películas
Documentales
- 1989, Roger & Me - El documental cuenta cómo consigue Michael Moore entrar en contacto con el presidente de la General Motors, Roger Smith.
- 1992, Pets or Meat: The Return to Flint (TV) - Mediometraje que constituye la continuación del anterior documental.
- 1992, Two Mikes Don't Make a Wright - Incluye el anterior mediometraje en una película de tres partes diferentes, dirigida junto con Mike Leigh, Dean Parisot y Steven Wright.
- 1997, The Big One - Cuenta su recorrido por todo el país presentando su libro y aprovechando para contactar a estadounidenses que han sido reprimidos.
- 2002, Bowling for Columbine - Documental sobre la presencia de las armas en Estados Unidos. Ganadora de un Óscar al mejor largometraje documental en 2002.
- 2004, Fahrenheit 9/11 - Crítica hacia la administración Bush y sus vínculos con la familia Bin Laden. Ganadora de la Palma de Oro en el Festival de Cannes 2004.
- 2007, Sicko - Documental que denuncia el sistema sanitario estadounidense y las estafas de las aseguradoras.
- 2008, Slacker Uprising - Una muestra de cómo invitar al voto a los jóvenes universitarios de Estados Unidos.
- 2009, Capitalismo: Una historia de amor ("Capitalism: A Love Story.") - Este proyecto muestra el origen humano de la crisis económica de 2008-2010 en el mundo.
- 2015, ¿Qué invadimos ahora?[9]
- 2016, Michael Moore in TrumpLand[10]
- 2018, Fahrenheit 11/9 - En este documental explica el porqué del triunfo electoral del presidente Donald Trump, sus consecuencias y cómo saber si se pueden librar de él. Tiene un estilo similar al de su trabajo anterior, Fahrenheit 9/11.[11]
- 2019, Planet of the Humans (productor ejecutivo). Crítica de las limitaciones y del impacto medioambiental de las energías renovables.

Largometrajes
- 1995, Canadian Bacon - El presidente de Estados Unidos, presionado por el descontento del electorado y los fabricantes de armas, decide provocar una guerra fría contra Canadá.
- 2000, Combinación ganadora (Lucky Numbers) - De Nora Ephron, con la actuación de Michael Moore.
- 2004, The Fever, dirigida por Carlo Gabriel Nero, con Michael Moore en el reparto.

### Series de televisión
- 1994, TV Nation
- 1999, The Awful Truth
- 1999, Michael Moore Live
- American Dad (cameo; papel de voz)

### Libros
- (1996). ¡Todos a la calle! (Downsize This! Random Threats from an Unarmed American). EDICIONES B. ISBN 84-666-1595-4

Acerca de la política de reducción de empleo y el crimen corporativo en los Estados Unidos.
- (1998). Adventures in a TV Nation Perennial. ISBN 0-06-098809-6.

Escrito junto a su esposa Kathleen Glynn.
- (2002). Estúpidos hombres blancos (Stupid White Men... and Other Sorry Excuses for the State of the Nation!). EDICIONES B. ISBN 84-666-1281-5

Una sátira política que critica el sistema estadounidense duramente. Desde la polémica por un supuesto fraude en el recuento de votos en Florida en las elecciones presidenciales de 2000 que ganó George W. Bush, hasta un duro análisis de la administración Clinton/Gore.
- (2003). ¿Qué han hecho con mi país, tío? (Dude, Where's My Country?). EDICIONES B. ISBN 84-666-1684-5

"El libro es una carga de profundidad en toda regla contra el sistema norteamericano, pero en la línea jocosa y divertida de Bowling for Columbine". 
El Periódico de Catalunya 
- (2004). Cartas desde el frente (Will They Ever Trust Us Again?). EDICIONES B. ISBN 84-666-2041-9
- (2004). Guía oficial de Fahrenheit 9/11 (The Official Fahrenheit 9/11 Reader). EDICIONES B. ISBN 84-666-2046-X

Incluye el guion y las pruebas documentales en las que se basa Fahrenheit 9/11.
- (2006). Tocando los co...lores a los americanos (Adventures in a TV Nation). EDICIONES B. ISBN 84-666-2811-8

En este libro Michael Moore y Kathleen Glynn cuentan sus experiencias creando y produciendo el programa de televisión TV Nation.
- (2008). (Mike for President!) (Mike's Election Guide) utilizando su ironía habitual, arremete contra la política estadounidense; Planeta, Chile. ISBN 978-84-8460-758-8.
- (2012). Cuidado conmigo (Here Comes Trouble) EDICIONES B. ISBN 978-84-666-5127-1

Una recopilación de historias de vida.

## Premios y nominaciones

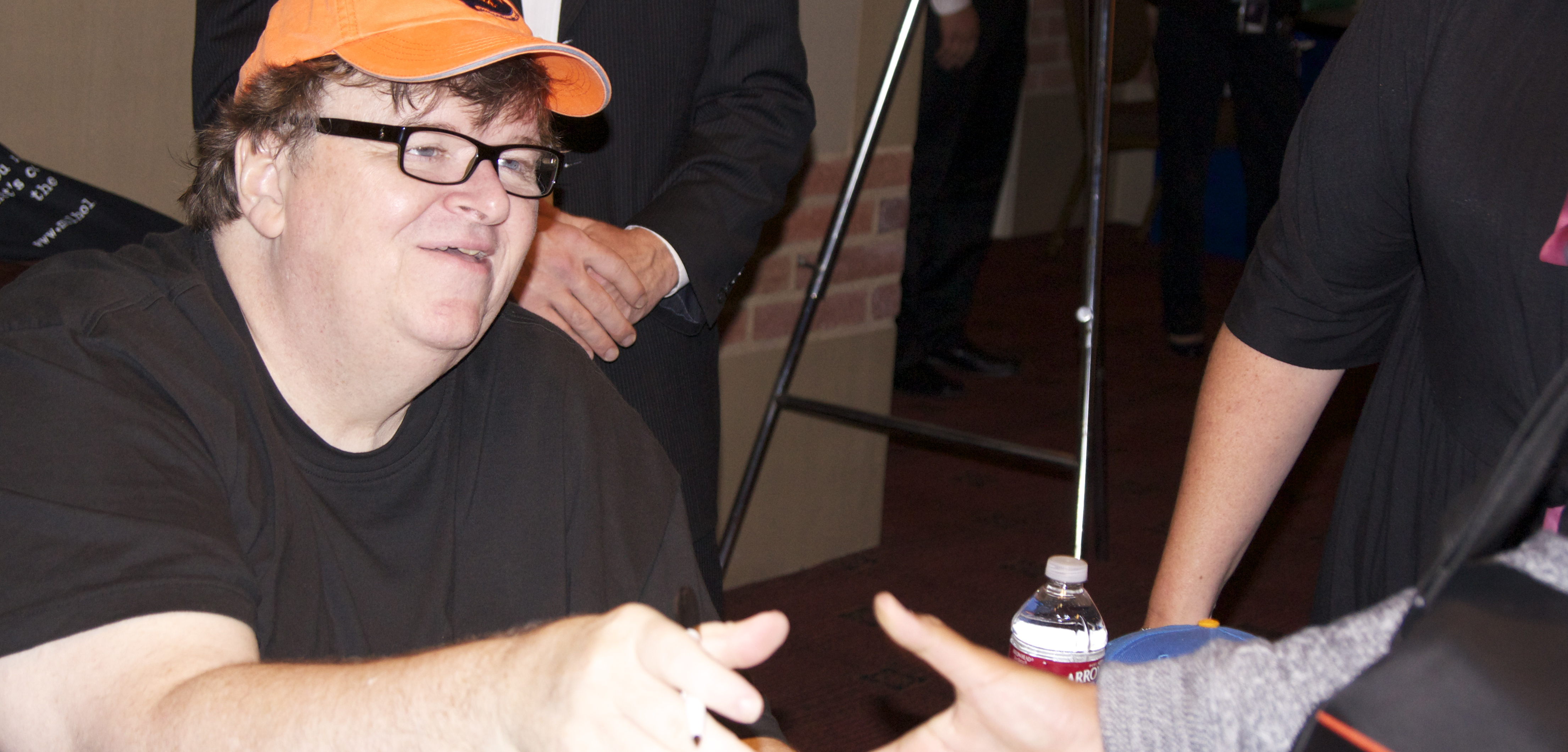
Michael Moore en 2011.

Premios Óscar
| Año  | Categoría                       | Película              | Resultado |
| ---- | ------------------------------- | --------------------- | --------- |
| 2003 | Óscar al mejor documental largo | Bowling for Columbine | Ganador   |
| 2008 | Óscar al mejor documental largo | Sicko                 | Nominado  |

Festival Internacional de Cine de Cannes
| Año  | Categoría               | Película              | Resultado |
| ---- | ----------------------- | --------------------- | --------- |
| 2002 | Premio 55.º aniversario | Bowling for Columbine | Ganador   |
| 2004 | Palma de oro            | Fahrenheit 9/11       | Ganador   |

Festival Internacional de Cine de Venecia
| Año  | Categoría                       | Película                          | Resultado |
| ---- | ------------------------------- | --------------------------------- | --------- |
| 2009 | Premio Leoncino d'oro Agiscuola | Capitalismo: Una historia de amor | Ganador   |
| 2009 | Premio Open 2009                | Capitalismo: Una historia de amor | Ganador   |

Festival Internacional de Cine de San Sebastián
| Año  | Categoría                | Película              | Resultado |
| ---- | ------------------------ | --------------------- | --------- |
| 2002 | Premio Perla del Público | Bowling for Columbine | Ganadora  |